# Kappelrodeck
Kappelrodeck är en kommun och ort i Ortenaukreis i regionen Südlicher Oberrhein i Regierungsbezirk Freiburg i förbundslandet Baden-Württemberg i Tyskland.
Kommunen ingår i kommunalförbundet Kappelrodeck tillsammans med kommunerna Ottenhöfen im Schwarzwald och Seebach.